# Nong’an
Nong’an (chiń. 农安县; pinyin Nóng’ān Xiàn) – powiat w północno-wschodnich Chinach, w prowincji Jilin, w zespole miejskim Changchun. W 1999 roku liczył 1 089 944 mieszkańców.